# Otomys burtoni
Otomys burtoni és una espècie de mamífer rosegador de la família dels múrids. És endèmic del Mont Camerun (Camerun), on viu a altituds d'entre 2.000 i 4.000 msnm. El seu hàbitat natural són els herbassars montans. Està amenaçat per l'expansió dels camps de conreu a les parts més baixes de la seva distribució.
L'espècie fou anomenada en honor de l'explorador i lingüista britànic Richard Francis Burton.